# FC Crotone
Der FC Crotone (offiziell: Football Club Crotone S.r.l.) ist ein 1910 gegründeter italienischer Fußballverein aus der kalabrischen Stadt Crotone. Weitere Bezeichnungen sind I Pitagorici („Die Pythagoreer“), I Squali („Die Haie“) und I Rossoblù („Die Rot-Blauen“).
Heimspielstätte des Vereins ist das 16.108 Plätze fassende Stadio Ezio Scida.

## Geschichte

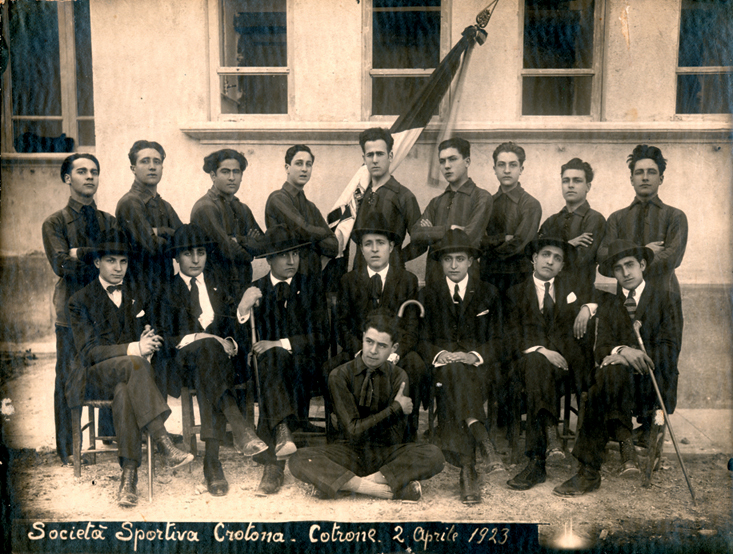
Die Società Sportiva Crotona im Jahr 1923

Der erste Fußballverein bildete sich in Crotone im Jahr 1910 unter dem Namen Società Sportiva Crotona, er nahm damals an der regionalen Meisterschaft der I Division teil (entspricht heute in etwa der Serie C). Nach dem Zweiten Weltkrieg schlossen sich US Crotone und Milone Crotone zusammen und spielten gemeinsam weiterhin in der Serie C. Von 1952/53 spielte die AS Crotone in der IV Serie, anschließend folgten drei Saisons in der dritten Division. Im Jahr 1963 stieg man in die Serie D ab, jedoch gelang im folgenden Jahr bereits der Wiederaufstieg. In der Saison 1976/77 klassierte sich die AS Crotone auf dem ausgezeichneten 3. Platz, hinter der AS Bari und Paganese Calcio. Im Jahr 1978 wurde die AS Crotone aufgrund einer Ligareform in die Serie C2 zurückgestuft. Jedoch konnte man sich in der Serie C2 nicht behaupten und stieg sogar in die Serie D ab. Vor der Saison 1986/87 konnten die schlimmsten Probleme, an denen die AS Crotone litt, gemildert werden, zudem wurde der Verein von AS Crotone in Crotone Calcio umbenannt. Bereits am Ende dieser Saison zeigte der eingeschlagene Kurs erste Erfolge, und man stieg wieder in die Serie C2 auf. Hier verblieb man während vier Saisons, dann kam jedoch ein erneuter Absturz, und der Verein ging Konkurs.
1993 wurde der Verein als FC Crotone Calcio neu gegründet. In der Folge startete der Verein einen kometenhaften Aufstieg, innerhalb von sieben Spielzeiten stieg der Verein von der Promozione Calabrese bis in die Serie B auf. Zur Saison 2016/17 stieg Crotone in die höchste italienische Liga, die Serie A auf. Der Abstieg zurück in die Serie B erfolgte nach der Saison 2017/18. Zur Saison 2020/21 kehrte der Verein aus Kalabrien in die Serie A zurück. Am Saisonende folgte erneut der Abstieg in die Serie B. In der Folgesaison stieg der FC Crotone in die drittklassige Serie C ab.

## Erfolge
- Meister der Serie C: 1999/2000

## Ehemalige Spieler
- Salvatore Aronica 1999–2002, , Abwehrspieler, 82 Spiele – 1 Tor
- Nicolás Córdova 2001/02, , Mittelfeldspieler, 14 Spiele – 1 Tor
- Federico Bernardeschi 2013/14, , Stürmer, 39 Spiele – 12 Tore
- Danilo Cataldi 2013/14, , Mittelfeldspieler, 35 Spiele – 4 Tore
- Jacopo Dezi 2013–2015, , Mittelfeldspieler, 72 Spiele – 4 Tore
- Tomás Guzmán 2004–2006, , Mittelfeldspieler, 57 Spiele – 12 Tore
- Mikael Ishak 2013/14, , Stürmer, 13 Spiele – 2 Tore
- Antonio Mirante 2004/05, , Torhüter, 41 Spiele
- Antonio Nocerino 2005/06, , Mittelfeldspieler, 15 Spiele
- Matteo Paro 2004–2005, , Mittelfeldspieler, 54 Spiele – 4 Tore
- Ivan Jurić 2001–2006, , Mittelfeldspieler, 148 Spiele – 10 Tore
- Giuseppe Sculli 2000/01–2001/02, , Stürmer, 51 Spiele – 8 Tore
- Adrian Stoian 2015–2019, , Mittelfeldspieler, 125 Spiele – 11 Tore
- Alessandro Florenzi  2011/2012 , Abwehrspieler, 37 Spiele – 11 Tore
- Ante Budimir 2015/2016, 2017–2019 , Stürmer, 83 Spiele – 27 Tore
- Graziano Pellè 2005/2006, , Stürmer, 17 Spiele – 5 Tore
- Gian Marco Ferrari 2014–2017, , Abwehrspieler, 110 Spiele – 4 Tore

## Ehemalige Trainer
- Omero Tognon (1972–1973)
- Antonello Cuccureddu (1999–2000)
- Antonio Cabrini (2001)
- Gian Piero Gasperini (2003–2004)
- Andrea Agostinelli (2004–2005)
- Gian Piero Gasperini (2005–2006)
- Eugenio Corini (2010–2011)
- Ivan Jurić (2015–2016)
- Davide Nicola (2016–2017)
- Walter Zenga (2017–2018)
- Massimo Oddo (2018)
- Giovanni Stroppa (2018–2021)